# Luis Collado
|  | No s'ha de confondre amb Lluís Collado. |

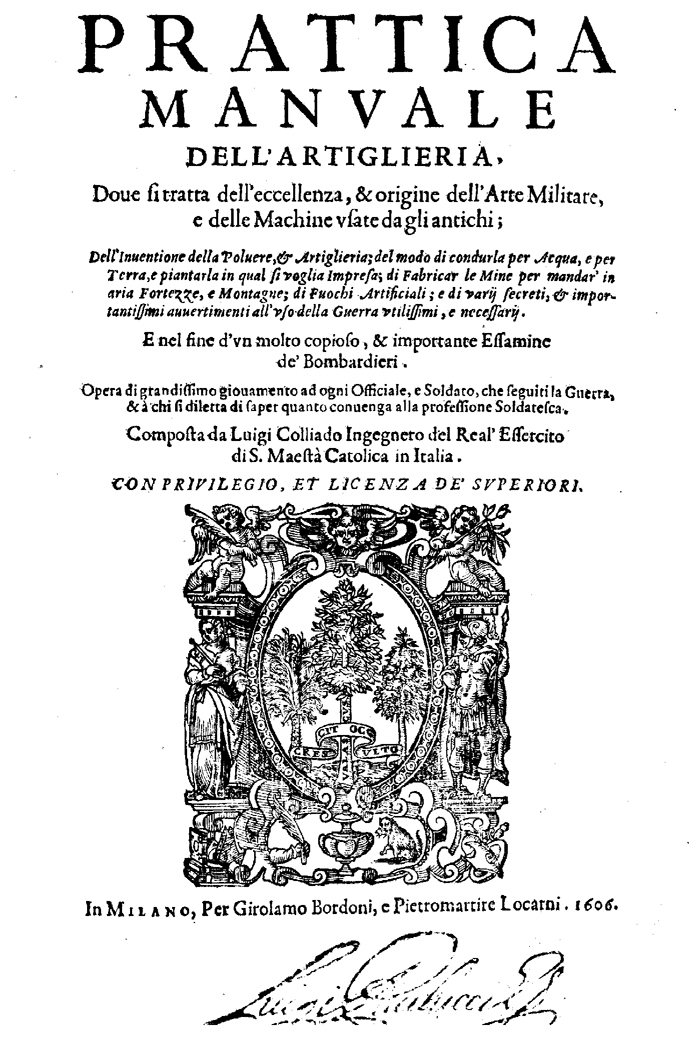
Luis Collado, Prattica manuale dell'artiglieria, Milà 1606

Luis Collado (Lebrija, Andalusia, segle XVI) va ser un enginyer de l'exèrcit espanyol a Itàlia durant el regnat de Felip II. Es desconeix la seua data de naixement i el lloc i la data de la seua mort. Ell mateix fa constar en el seu llibre que era «enginyer del reial exèrcit de Llombardia i Piemont», després d'haver servit com a soldat al castell de Milà. El 1586 publicà a Venècia, en italià, Prattica manuale dell'artiglieria, que es considera el primer manual sistemàtic sobre la matèria. El llibre conté una exposició de l'art de la guerra en general, descripcions de diversos enginys i un estudi detallat sobre la fosa i construcció de canons, la fabricació i el maneig de les pólvores i l'ús d'explosius per a «volar les fortaleses i muntanyes», i tot això corroborat per una llarga experiència. En la part dedicada a la balística, segueix les teories exposades per Niccolò Tartaglia en La Nova Scientia, però en discrepa en alguns aspectes, basant-se en els seus propis experiments.

## Obres
- Prattica manuale dell'artiglieria, dove si tratta de l'eccellenza, & origine dell'Arte Militare, e delle Machine usate da gli antichi, etc. Venècia, Pietro Dusinelli, 1586 (reedicions: Milà, 1606 i 1641)
- Plática manual de Artillería, en la qual se tracta de la excelencia de el arte militar, y origen de ella, y de las máquinas con que los antiguos començaron a usarla, etc. Milà, Pablo Gotardo Poncio, 1592 (versió en castellà, molt ampliada, del títol anterior)[4]